# Paru
Il fiume Paru è un affluente settentrionale del Rio delle Amazzoni inferiore nello stato di Pará, nel Brasile centro settentrionale.
Il fiume scorre attraverso l'ecoregione delle foreste umide di Uatuma-Trombetas. Parte del bacino del fiume si trova nella Riserva Biologica Maicuru.

## Nella cultura popolare
La settima traccia dell'album Aguas da Amazonia prende il nome dal fiume.